# Naomi Bentley
Naomi Bentley (1981) is een Brits actrice.

## Biografie
Bentley studeerde in 2004 af in acteren aan de Webber Douglas Academy of Dramatic Art in Londen.
Bentley begon in 2004 met acteren in de televisieserie Blue Murder, waarna zij nog meerdere rollen speelde in televisieseries en films. Zij speelde in onder andere Dalziel and Pascoe (2005), Primeval (2008), Casualty (2011) en White Van Man (2011-2012).

## Filmografie

### Films
Uitgezonderd korte films.
- 2009 Mid Life Christmas - als Deirdre Gumbarton
- 2007 Under One Roof - als diverse karakters
- 2007 The Mark of Cain - als Shelley
- 2006 January 2nd - als Zoe

### Televisieseries
Uitgezonderd eenmalige gastrollen.
- 2014 Mount Pleasant - als Angie - 3 afl.
- 2013 Great Night Out - als Colleen - 6 afl.
- 2013 Miranda - als Rose - 3 afl.
- 2012 The Poison Tree - als Dawn - 2 afl.
- 2012 Love Life - als Alex - 2 afl.
- 2011-2012 White Van Man - als Liz - 13 afl.
- 2011 Casualty - als Annie McLean - 4 afl.
- 2010-2011 My Family - als Sasha - 2 afl.
- 2007-2011 Ideal - als Rainbow - 13 afl.
- 2008 Silent Witness - als Holly Farr - 2 afl.
- 2008 Mutual Friends - als Anita - 6 afl.
- 2008 Primeval - als Caroline - 7 afl.
- 2007 Grown Ups - als Rachel - 6 afl.
- 2006 Goldplated - als Naomi Greengrass - 8 afl.
- 2005 Dalziel and Pascoe - alsWPC Maria 'Janet' Jackson - 8 afl.